# シッチェス駅
シッチェス駅（カタルーニャ語: Estació de Sitges、スペイン語: Estación de Sitges）は、スペイン・カタルーニャ州バルセロナ県バルセロナ近郊のシッチェスにある鉄道駅。

## 概要
路線上はレンフェの200号線上の駅であるが、バルセロナ近郊を鉄道網で結んでいるセルカニアス バルセロナの路線である、セルカニアスバルセロナR2線に設置されている駅である。セルカニアスバルセロナR2線は電化されており、電車が運行されている。

## 歴史
シッチェス駅は1881年12月29日に開業した。その後1941年に国有化された。

## 駅構造
2つの島式ホームを持ち、4線を擁する他に、プラットホームの無い1線の、合わせて5線を持つ。なお、プラットホームの間は地下道によって結ばれている。

## 駅周辺
- メルカドーナ

## 隣の駅
セルカニアス バルセロナ
 R2号線
ビラノバ・イ・ラ・ジャルトル駅 - シッチェス駅 - ガラフ駅
 R13線、 R14線、 R15号線
ビラノバ・イ・ラ・ジャルトル駅 - シッチェス駅 - カステイダフェルス駅